# Donny Schmit
Donny Schmit (Minneapolis, Minnesota, 17 januari 1967 - 19 januari 1996) was een Amerikaans motorcrosser.

## Carrière
Schmit begon met motorcrossen toen zijn vader voor hem een Honda XR75 kocht. Achteraf reed hij amateurwedstrijden met Kawasaki. In 1986 werd Schmit professioneel motorcrosser, waarbij hij twee Supercrosswedstrijden won in de 125cc-klasse in zijn eerste jaar. Voor het seizoen 1987 tekende Schmit bij Suzuki. Hij won dat jaar weer een supercrosswedstrijd en een outdoorwedstrijd vlak bij zijn geboorteplaats. Hij eindigde als vijfde. In 1988 geraakte Schmit geblesseerd in de Supercross 250cc, en besloot om zich enkel op de outdoorwedstrijden te richten. Schmit behaalde zevenmaal het podium en eindigde het seizoen als tweede. Schmit verliet Suzuki en ging het seizoen 1989 als privérijder betwisten. Hij behaalde de vierde plaats in de eindstand van dat seizoen.
Ondertussen bood het Suzukiteam van Sylvain Geboers hem aan om het Wereldkampioenschap motorcross 125cc te komen rijden, als ploegmaat van Stefan Everts. Het werd een succes, en Schmit behaald de wereldtitel in 1990. In 1991 geraakte Schmit geblesseerd in de Grand Prix van Hongarije, waardoor hij de rest van het seizoen moest missen. In 1992 kwam Schmit uit op Yamaha in de 250cc. Hij won dat jaar vijf Grands Prix en behaalde zijn tweede wereldtitel. Het seizoen 1993 eindigde hij als derde, en in 1994 als zevende. Na dit laatste seizoen besloot Schmit te stoppen met het voltijds racen.
In 1995 keerde hij terug naar de outdoorwedstrijden, en eindigde als vierde met een Honda. Hij won ook het viertakt kampioenschap met een CCM in San Bernardino, Californië.
Schmit overleed op 19 januari 1996 aan de gevolgen van beenmergdepressie, nadat zijn vrouw hem naar het hospitaal had gebracht vanwege een hevige hoofdpijn. Hij stond op de wachtlijst voor een beenmergtransplantatie.

## Palmares
- 1990: Wereldkampioen 125cc
- 1992: Wereldkampioen 250cc